# Canal del Prior
La Canal del Prior o Canal del Puós és un torrent afluent per la dreta de la Rasa de Vilamala, a la Vall de Lord que fa tot el seu curs per l'interior del Clot de Vilamala.

## Descripció
Neix a 1.198 msnm al terme municipal de Lladurs, a uns 400 m. a l'est de l'Hostal del Vent i a uns 150 m. al SO del Roc Roig, ja dins el clot de Vilamala. En els seus 300 m. inicials manté una direcció predominant cap a l'est mentre que la resta del seu curs el fa en direcció predominant cap al nord. Desguassa a la Rasa de Vilamala a 918 msnm.
Tota la seva conca està integrada en el Pla d'Espais d'Interès Natural (PEIN) de la Generalitat de Catalunya i més concretament en l'espai Serres de Busa-Els Bastets-Lord.

## Termes municipals per on transcorre
|                                        | Longitud (en m.) | % del recorregut |
| -------------------------------------- | ---------------- | ---------------- |
| Per l'interior del municipi de Lladurs | 152              | 20,4%            |
| Per l'interior del municipi de Navès   | 593              | 79,60%           |

## Xarxa hidrogràfica
La xarxa hidrogràfica de la Canal del Prior està integrada per un total de 6 cursos fluvials dels quals 4 són afluents de primer nivell de subsidiarietat i un ho és de segon nivell. La totalitat de la xarxa suma una longitud de 1.575 m.
| Codi del corrent fluvial | Coordenades del seu origen                                   | longitud (en metres) |
| ------------------------ | ------------------------------------------------------------ | -------------------- |
| Canal del Prior          | 42° 6′ 14.85″ N, 1° 33′ 0.491″ E / 42.1041250°N,1.55013639°E | 822                  |
| E1                       | 42° 6′ 18.50″ N, 1° 32′ 56.71″ E / 42.1051389°N,1.5490861°E  | 112                  |
| D1                       | 42° 6′ 14.42″ N, 1° 33′ 2.711″ E / 42.1040056°N,1.55075306°E | 125                  |
| D2                       | 42° 6′ 15.01″ N, 1° 33′ 10.01″ E / 42.1041694°N,1.5527806°E  | 184                  |
| D2·D1                    | 42° 6′ 14.58″ N, 1° 33′ 13.57″ E / 42.1040500°N,1.5537694°E  | 141                  |
| E2                       | 42° 6′ 24.29″ N, 1° 33′ 4.921″ E / 42.1067472°N,1.55136694°E | 131                  |

## Perfil del seu curs
| Recorregut (en m.) | Altitud (en m.) | Pendent |
| ------------------ | --------------- | ------- |
| 0                  | 1.198           | -       |
| 250                | 1.052           | 58,4%   |
| 500                | 989             | 25,2%   |
| 745                | 918             | 29,0%   |